# 劳特布伦嫩站

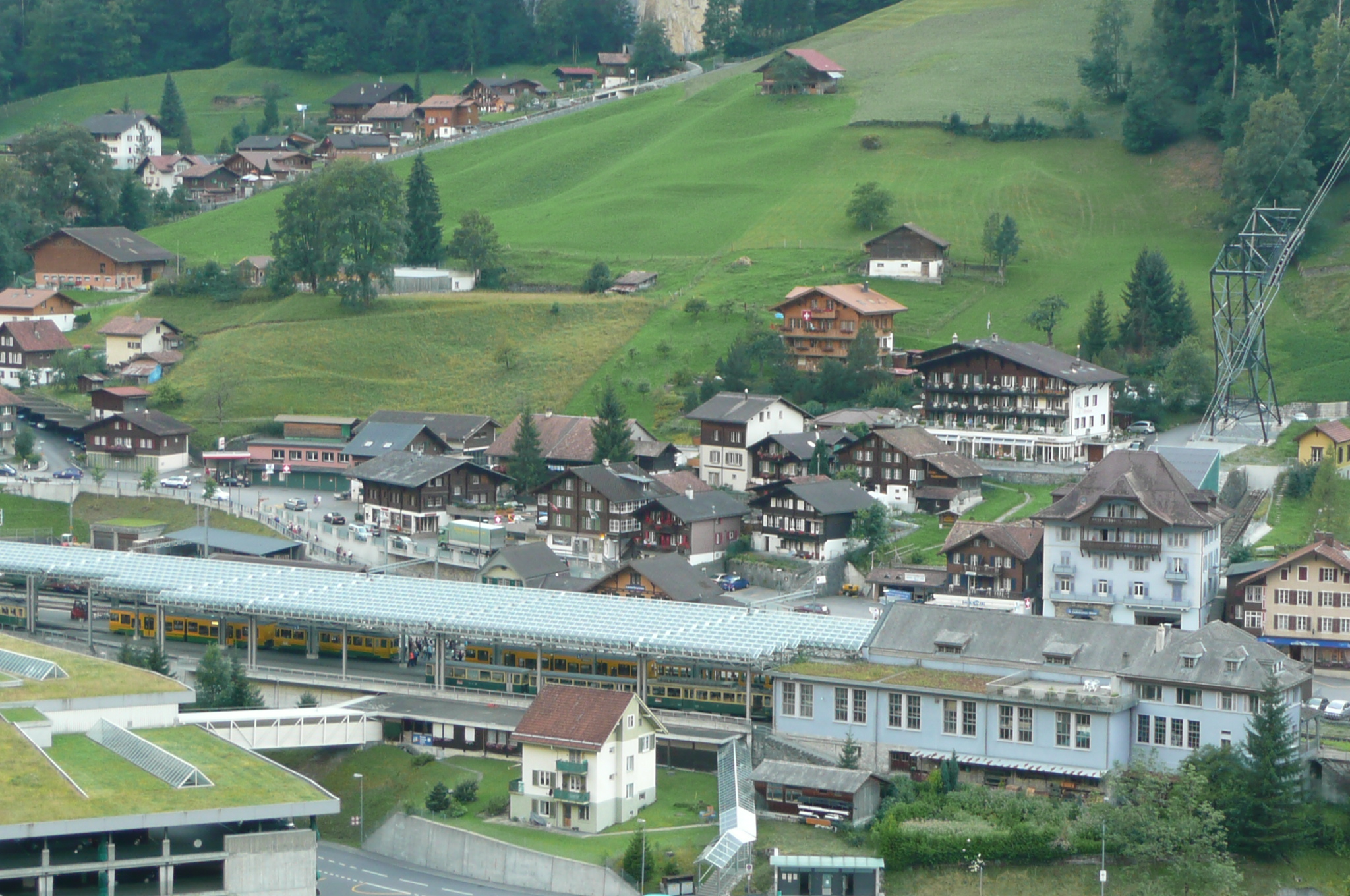
劳特布伦嫩站

劳特布伦嫩站（Lauterbrunnen）是位于瑞士伯尔尼州小镇劳特布伦嫩的一个火车站。车站位于伯恩高地铁路 (BOB)，列车开往因特拉肯东站（Interlaken Ost）。它也是温根阿尔卑斯铁路 (WAB)和劳特布龙嫩-米伦索缆铁路 (BLM)的终点站，前者的列车经温根开往小夏戴克（Kleine Scheidegg），而后者的混合动力缆车和铁路通往米伦。
伯恩高地铁路与温根阿尔卑斯铁路的轨距不同，而且它们之间没有任何物理连接。然而，列车在同一车站内的相邻平台上运行。伯恩高地铁路的列车从北面进站，温根阿尔卑斯铁路的列车从南面进站，而劳特布龙嫩-米伦索缆铁路的缆车终点站位于街对面，通过地下通道与主站相连。
到2020年12月，以下列车在劳特布伦嫩站停靠：
- 到因特拉肯东站（Interlaken Ost）半小时一班。
- 到小夏戴克半小时一班。
- 缆车每 15 分钟一班前往米伦。

劳特布伦嫩站有换乘巴士通往斯特切尔柏格（Stechelberg），途经特吕梅尔巴赫瀑布（Trümmelbachfälle），半小时一班。
车站东侧设有大型多层停车场，供前往温根和米伦无车度假村的旅客使用，他们必须乘坐火车完成旅程。